# Patagioenas fasciata
Patagioenas fasciata là một loài chim trong họ Columbidae.